# 合肥新桥国际机场
合肥新橋國際機場簡稱新橋機場，是位于安徽省合肥市的民用機場，於2013年5月30日0時起開始營運。機場位於中國安徽省合肥市蜀山區高劉鎮境內，距離合肥市內31.8公里，飛行區技術等級4E。
一期工程佔地面積7,500畝，航站樓面積為10.85萬平方米，跑道長3,400米；遠期按2040年，客貨吞吐量分別達到4,200萬人次和58萬噸建設。一期工程建設於2008年11月動工建設，於2013年初竣工並於5月30日零點啟用，原合肥駱崗國際機場正式關閉。2018年11月26日，合肥新桥机场年旅客吞吐量首次突破一千万人次。

## 机场设施

### 航站楼

#### T1航站楼
1号航站楼整个建筑地下一层，地上两层，局部夹层，布局长804米，最大进深161米，屋脊最高点30米；构造上分5个区，以3区段中轴线向两边呈对称布局，从3区向两侧的1、5区，结构由最大标高为30米过渡到17米；下部为钢筋混凝土框架，上部为大跨度钢结构，中间钢架最大跨度为54米，两翼钢架最小跨度为34米；外围护结构以玻璃、铝板和石材组成的幕墙为主，总面积约4.6万平方米的2.7万多块幕墙玻璃为7层夹胶钢化玻璃；屋面面积4.85万平方米，采用金黄色的直立锁边铝镁锰合金面板，屋顶中间区域规律设置总面积约0.43万平方米的19排屋面采光天窗。航站楼外观呈现自然流畅的弧形整体造型，整体造型宛若金色的展翅大鹏。
航站楼设有4个值机岛、84个值机柜台，18条国内安检通道，另有国际出港联检通道，19座登机桥，4条出发行李输送线和7个到达提取转盘，可满足年旅客吞吐量1,100万人次、高峰小时旅客吞吐量4,000多人次。
航站楼采用出发到达分流设计，候机大厅以座椅颜色区分为19个区域，与登机桥一一对应，共有4,156个皮质座椅
航站楼商业面积约7,000平方米，共有60多间涵盖书店、银行、中西式餐饮、百货零售、土特产、精品服装箱包、足浴休闲等业态的商铺，另有3个国内头等舱候机厅，1个国际头等舱候机厅。
航站区建有三个停车场，其中社会停车场面积6.46万平方米，有各种车位1,411个，被绿化带有机分割成不同的区域；出租车停车场面积0.75万平方米，可同时泊车160辆；贵宾停车场面积0.69万平方米，共有各种车位49个。

#### T2航站楼
新桥机场改扩建工程新建的T2航站楼采用“双港湾+双L”的建筑构型，吸取徽派建筑风格，由华东建筑设计研究院有限公司设计。总建筑面积约为36.98万平方米，分为一个主楼、左右两条横指廊以及三条竖指廊。东西总长约1380米，最大宽度约420米，其中主楼面宽约478米，进深约267米。建成后，可满足2030年旅客吞吐量4000万人次、货邮吞吐量35万吨、飞机起降30.5万架次的发展需求。
T2航站楼于2021年开工建设，2023年完成主体混凝土结构封顶，2024年9月屋盖钢结构安装完成，预计2025年底完工。

### 飞行区
飞行区位于航站楼的东侧，跑道、滑行道与航站楼的中轴线平行。跑道长3,400米、宽45米，两侧道肩各宽7.5米；有两条平行滑行道，其中一条与跑道等长，一条长1,200米，宽度均为23米，两侧道肩各10.5米；站坪面积36万平方米，共设机位27个，其中廊桥机位19个，远机位8个；跑道双向均设置I类精密进近仪表着陆系统和相应助航灯光系统。

## 航空公司與航點

### 境內航线
| 航空公司     | 目的地 |
| ------------ | --- |
| 中國東方航空 | 三亚 、上海/浦東、北京/大興、成都/天府、西安、西寧、昆明、青島、南寧、重慶、海口、廈門、銀川、廣州、烟台、烏魯木齊、蘭州、中卫、大连、绵阳、长春、桂林 |
| 中國國際航空 | 北京/首都、北京/大興、成都/雙流、成都/天府、大連、深圳、長春、銀川、貴陽、大理、北海                                                                   |
| 西部航空     | 成都/天府、重慶、南寧、貴陽、瀋陽、拉萨（经停泸州）、丽江、呼伦贝尔/海拉尔、石家庄                                                                     |
| 中國南方航空 | 西安、哈爾濱、烏魯木齊、珠海、深圳、廣州、瀋陽、長春、汕头                                                                                             |
| 海南航空     | 大連、太原、海口、廈門、廣州、蘭州、長春、福州、珠海、三亚                                                                                             |
| 山东航空     | 青島、南宁、桂林、廈門、西安、烏魯木齊、珠海、瀋陽、重庆                                                                                               |
| 首都航空     | 三亚、西安、長春、海口、廈門、桂林、呼和浩特、丽江 |
| 四川航空     | 成都/雙流、成都/天府、昆明、哈爾濱、貴陽、重慶、北海                                                                                                   |
| 深圳航空     | 哈爾濱、桂林、深圳、貴陽、廣州、瀋陽、南寧、珠海 |
| 成都航空     | 成都/天府、長春、貴陽、瀋陽、太原、温州 |
| 青岛航空     | 青島、蘭州、長春、銀川、泉州 |
| 天津航空     | 海口、泉州、重慶、大連、烟台 |
| 烏魯木齊航空 | 烏魯木齊 、蘭州、青島、呼和浩特 |
| 幸福航空     | 黃山、鄭州、西安、襄阳 |
| 廈門航空     | 廈門、大連、运城 |
| 北部湾航空   | 青岛、南宁 |
| 长安航空     | 西安、台州 |
| 龙江航空     | 哈爾濱、珠海 |
| 河北航空     | 石家莊、北海 |
| 多彩贵州航空 | 贵阳、凯里 |
| 祥鵬航空     | 昆明、遵义 |
| 春秋航空     | 北海、石家庄 |
| 华夏航空     | 兴义（經停贵阳） |
| 奧凱航空     | 昆明 |
| 金鵬航空     | 绵阳 |
| 中国联合航空 | 佛山 |
| 昆明航空     | 广州 |
| 重慶航空     | 大理 |

### 港澳台/國際航线
| 航空公司     | 目的地                              |
| ------------ | ----------------------------------- |
| 中国东方航空 | 香港、澳門、大阪/關西、新加坡、普吉 |
| 首都航空     | 大阪/关西                           |
| 西部航空     | 曼谷/廊曼                           |
| 大韓航空     | 首爾/仁川                           |
| 泰国越捷航空 | 曼谷/素万那普                       |
| 泰国獅子航空 | 曼谷/廊曼、普吉                     |
| 越捷航空     | 芽庄                                |
| 越南航空     | 芽庄                                |

### COVID-19前港澳台/國際航线
| 航空公司     | 目的地                                    |
| ------------ | ----------------------------------------- |
| 中國東方航空 | 臺北/桃園、曼谷/素万那普、首尔/仁川、甲米 |
| 厦门航空     | 首尔/仁川                                 |
| 春秋航空     | 大阪/關西、曼谷/素万那普                  |
| 澳門航空     | 澳門                                      |
| 獅子航空     | 巴厘岛                                    |
| 烏拉爾航空   | 新西伯利亞、莫斯科-多莫杰多沃             |
| 艾菲航空     | 圣彼得堡                                  |
| 捷星亚洲航空 | 新加坡                                    |

### 货运航线
| 航空公司     | 航线 | 机型     |
| ------------ | --- | -------- |
| 顺丰航空     | 深圳-合肥 | B737-300 |
| 金鵬航空     | 上海浦东-合肥-安克雷奇-芝加哥-安克雷奇-合肥-上海浦东 上海浦东-郑州-安克雷奇-芝加哥-哈利法克斯-安克雷奇-合肥-上海浦东 | B747     |
| 广东龙浩航空 | 合肥-河内、合肥-大阪                                                                                                 | B737     |
| 康尼航空     | 芝加哥-安克雷奇-合肥                                                                                                 | B747     |

## 统计
注：2013年前为合肥骆岗国际机场数据。
请参阅源Wikidata查询.

## 機場交通

### 铁路
规划中的合新六城际铁路拟于兴建中的新桥机场综合交通中心设新桥机场站，该铁路已列入《长江三角洲地区多层次轨道交通规划》、《安徽省现代铁路交通体系建设规划 （2017－2021年）》、《安徽省“十四五”铁路建设项目示意图》。2024年2月，合新六城际铁路新桥机场站先期工程开始施工，11月3日主体结构正式封顶。

### 城市轨道交通
合肥轨道交通兴建中的S1号线途径新桥国际机场，拟于机场设T1航站楼与T2航站楼两站。S1线一期工程起自五里墩，终于寿县蜀山产业园，于合肥西站换乘合肥3号线、五里墩换乘合肥2号线，未来将继续延伸至滨湖新区。

### 公路交通

#### 机场巴士
从新桥机场开往市区的时间从08:30到当天最后一个航班，循环发班，25元/人次。

##### 1号线
- 途径站点：
  - 去往机场：客运总站、明光路汽车站、栢景假日酒店、新桥国际机场
  - 返回市区：新桥国际机场、大西门（稻香楼宾馆北门）、长江饭店、巢湖路(新长城大酒店)、明光路汽车站、客运总站
- 运营时间：客运总站：5:30~20:00，约30分钟一班。新桥机场：8:30至当天最后一个航班

##### 2号线
- 途径站点：
  - 去往机场：寿春路城市航站楼、三孝口同程旅游、汽车客运西站、新桥国际机场
  - 返回市区：新桥国际机场、汽车客运西站、十六所站、双岗站

- 运营时间：去往机场：5:20（三孝口同程旅游发车直达机场），6:30~19:00，30分钟一班

##### 3号线（空铁快线）
- 途径站点：汽车南站、高铁南站、新桥国际机场

- 运营时间：
  - 6:00 汽车南站途径4号线站点到达新桥机场
  - 6:30 高铁南站始发，途径汽车南站和4号线站点到达新桥机场
  - 6:50~19:20 约30分钟一班
  - 20:00~21:30 高铁南站直达新桥机场，30分钟一班

##### 4号线
- 途径站点：
  - 去往机场：天鹅湖大酒店、皇冠假日酒店、十里庙、新桥国际机场
  - 返回市区：新桥国际机场、十里庙、皇冠假日酒店、天鹅湖大酒店

- 运营时间：去往机场：7:20天鹅湖大酒店始发，7:30~20:00 30分钟一班

##### 空地快线
- 途径站点：合肥轨道交通2号线汽车西站A出口、新桥国际机场

- 运营时间：汽车客运西站：7:00~21:30，20分钟一班 新桥国际机场：8:20至当天最后一个航班

#### 城市航站楼
合肥新桥国际机场目前在省内多地拥有城市航站楼，省内各地的旅客可以在当地的航站楼乘坐大巴直达新桥机场。从新桥机场始发到各地的大巴航线及时刻表如下（时刻仅供参考，详请咨询相应航线电话）：
| 航站楼 | 电话          | 目的地                       |
| ------ | ------------- | ---------------------------- |
| 庐江   | 0551-87390039 | 庐江西门停车场内             |
| 舒城   | 0564-8622001  | 舒城县汽车站                 |
| 九华山 | 0566-2821288  | 池州市九华山换车中心         |
| 含山   | 0555-34326175 | 含山县环峰中路含山汽车站     |
| 无为   | 0553-6327118  | 无为西门汽车站               |
| 淮北   | 0561-3922200  | 黎苑路与鹰山北路交口         |
| 安庆   | 0561-3922200  | 纺织南路1号汽车二连          |
| 淮北   | 0561-3922200  | 翠峰路与黎苑路交叉口         |
| 马鞍山 | 0555-2382622  | 花山区雨山路中段马建大院旁   |
| 和县   | 0553-6327118  | 和县历阳西路210号            |
| 宣城   | 0563-3035385  | 宣城客运总站                 |
| 池州   | 0566-2718219  | 池州汽车总站                 |
| 安庆   | 0556-5583718  | 安庆市纺织南路1号            |
| 滁州   | 0550-3039484  | 滁州汽车中心站               |
| 安庆   | 0561-3922200  | 纺织南路1号汽车二连          |
| 巢湖   | 0551-82380068 | 巢湖汽车站                   |
| 六安   | 0564-3279990  | 解放北路天都花园             |
| 宿州   | 0557-3673055  | 宿州快客汽车站               |
| 蚌埠   | 0552-3033000  | 蚌埠市淮河路405号            |
| 铜陵   | 0566-2718219  | 铜陵市金山东路479号          |
| 淮南   | 0554-6660201  | 洞山中路新锦江大酒店一楼     |
| 潜山   | 0556-8557666  | 潜山县城皖潜大道496号        |
| 阜阳   | 0558-2591888  | 阜王路海阔天空南100米路西    |
| 亳州   | 0558-5363222  | 亳州市魏武大道北段客运总公司 |

## 外部連結
- 合肥新橋國際機場（简体中文）